# Évelyne Pisier
Évelyne Pisier, también conocida como Évelyne Pisier-Kouchner, (Hanói, 18 de octubre de 1941 - Sanary-sur-Mer, 9 de febrero de 2017) fue una escritora, politóloga y profesora de derecho y ciencias políticas francesa.

## Biografía
Évelyne Pisier nace en Hanói en 1941. Era la hija mayor de Paula Caucanas y de Georges Pisier un alto funcionario francés, (1910-1986) administrador en jefe de Asuntos de Ultramar, que fue nombrado gobernador en Indochina (1943-1950) y luego en Nueva Caledonia (1950-1966). Era seguidor del político de extrema derecha Charles Maurras y partidario del régimen de Vichy. Ambos se suicidaron años después, primero su padre en 1986 y dos años después su madre, enferma de cáncer, por envenenamiento en 1988, a los 64 años. Ambos habían dicho que no querían envejecer explica Évelyne.
Tenía un año cuando llegó la guerra y la familia fue enviada a un campo de concentración japonés. Más tarde, sus padres se divorciarán, volverán a casarse y se separarán. Las niñas crecen en una institución donde hay que repetir de rodillas que los divorciados irán al infierno. Evelyne quiere convertirse en misionera. Pero su madre, que eventualmente repatriará a sus hijos a Niza, confía en los estudios y les dice a sus dos hijas que la libertad viene a través del trabajo.
En los años 50 vivió en Nouméa, Nueva Caledonia, donde su padre fue trasladado y donde nació su hermano, el matemático Gilles Pisier.

### Juventud
Sus padres se separaron y su madre se mudó a Niza con se Évelyne y su hermana Marie-France Pisier.  Su amigo el filósofo Pierre Bouretz dijo de Evelyne Pisier que tenía una infancia a lo "Marguerite Duras, lejos del ambiente universitario y de sus códigos. Lo que ha obtenido lo ha ganado por su inteligencia y determinación."
En 1964, a los 23 años, activista feminista y comprometida con la izquierda, se embarcó con otros estudiantes rumbo a Cuba. Es allí donde conoce a Fidel Castro con quien mantiene una relación de cuatro años.  En septiembre de 1968 conoce a  Bernard Kouchner en Orly con quien se casó y adoptó dos hijos, además de tres hijos del primer matrimonio entre ellos Camille Kouchner.

### Trayectoria profesional
Évelyne Pisier defendió su tesis en derecho público en 1970 en la Universidad Panthéon-Assas, bajo la dirección de Georges Lavau titulada Le Service public dans la teoría de l'Etat de Léon Duguit. Se convirtió en una de las primeras mujeres agregadas en derecho público y ciencias políticas de la universidad francesa. En 1972 , fue nombrada profesora agregada en el Instituto de Estudios Políticos de París .
Entre 1989 y 1993 asumió el puesto de Directora del Libro y de la Lectura en el Ministerio de Cultura liderado por el ministro Jack Lang.  Fue relevada por el ministro Jacques Toubon el 7 de mayo de 1993. Évelyne denunció que se trataba de un "complot en la sombra".
En 1994, se convirtió en profesora emérita de la Universidad Panthéon-Sorbonne.
Murió en 2017 en el hospital de Toulon tres semanas después de que se le detectara un cáncer.

## Vida personal
En 1964, a los 23 años viajó a Cuba con un grupo de universitarios revolucionarios franceses y conoció a Fidel Castro con quien tuvo un romance durante cuatro años. En 1968 conoció y se casó con su primer marido, Bernard Kouchner, profesor de derecho en la universidad. Tuvieron tres hijos: Julien nacido en 1970 y Camille y Antoine, gemelos nacidos en 1975. La pareja se separó en 1984. En 1987 se casó con el politólogo Olivier Duhamel, diez años más joven que ella, quien no tenía hijos por lo que juntos adoptaron a dos menores chilenos, Aurora en 1987 y Simón en Simón en 1989. Relató la experiencia de la adopción en el libro Una cuestión de edad, (2005) una autobiografía ficticia . Era hermana de la actriz Marie-France Pisier.

## Controversia póstuma
A principios de enero de 2021, su hija Camille Kouchner publicó el libro  La Familia grande, donde cuenta que en 1989 su padrastro Olivier Duhamel abusó de su hermano gemelo durante su adolescencia, cuando tenía 14 años.  Según Camille las agresiones sexuales sucedieron a finales de los años 80 durante dos años y medio. Camille y su hermano, que en el relato le llama "Victor" revelaron en 2008 los hechos a su madre, Evelyne Pisier, pero ésta reaccionó mal y les reprochó crear un escándalo y desestabilizar a la familia. La relación se quebró. En 2011 apareció muerta en la piscina la hermana de Éveyne, la actriz Marie-France Pisier con indicios de suicidio. Al parecer Marie-France y Évelyne discrepaban sobre cómo gestionar el tema del incesto, algo que se comprobó con el intercambio de correos electrónicos entre ellas, investigado por la policía. El caso no prosperó entonces porque la presunta víctima no quiso denunciar. Con la muerte de Évelyne en 2017 su hija Camille consideró que el compromiso de silencio que le reclamó su madre había terminado y decidió publicar el libro.

## Condecoraciones
- Caballero de la Legión de Honor (1998)[23]
- Comandante de la orden de las Artes y de las Letras[cita requerida]

## Publicaciones
- La Dernière Fois, 1994
- Une question d'âge, 2005[24]
- On ne corrige pas les fautes, 2006

### En colaboración
- Con François Châtelet, Les Conceptions politiques du XXe siècle : histoire de la pensée politique, 1981
- Con Olivier Duhamel et François Châtelet, Histoire des idées politiques, 1982, rééd. PUF, « Quadrige », 2004
- Dirección de obra , Les Interprétations du stalinisme, PUF, coll. « Recherches politiques », 1983
- Con Pierre Bouretz, Le Paradoxe du fonctionnaire, PUF
- Con Françoise Barret-Ducrocq, Femmes en tête, 1989
- Con Marin Karmitz et Jean-François Chougnet, La Création face aux systèmes de diffusion : rapport du groupe création culturelle, compétitivité et cohésion sociale, 1993
- Con Carmen Castillo, Sonia Rykiel : quand elle n'a pas de rouge elle met du noir
- Con Françoise Collin et Eleni Varikas, Les femmes, de Platon à Derrida : Anthologie critique, Paris, Dalloz, 2011
- Con Olivier Duhamel et François Châtelet, Dictionnaire des œuvres politiques, PUF, coll. « Quadrige dicos poche », 2001 ISBN 9782130393627
- Con Caroline Laurent, Et soudain, la liberté, 2017 — Prix Marguer